# Heckelsberg
Heckelsberg ist ein Ortsteil der Stadt Hennef (Sieg) im Rhein-Sieg-Kreis in Nordrhein-Westfalen. 

## Lage
Der Wohnplatz liegt in einer Höhe von 153 Metern über N.N. auf den Hängen des Westerwaldes. Nachbarorte sind Uckerath im Osten, Hüchel im Südosten, Derenbach im Südwesten, Künzenhohn im Nordwesten und Lichtenberg im Norden.

## Geschichte
Nach einer Statistik aus dem Jahr 1885 lebten damals in Heckelsberg 25 Einwohner in 8 Häusern.
1910 gab es in Heckelsberg die Haushalte Steinbrucharbeiter Karl Metternich und Tagelöhner Johann Patt.
Bis zum 1. August 1969 gehörte Heckelsberg zur Gemeinde Uckerath. Im Rahmen der kommunalen Neugliederung des Raumes Bonn wurde Uckerath, damit auch der Ort Heckelsberg, der damals neuen amtsfreien Gemeinde „Hennef (Sieg)“ zugeordnet.